# Friesen Hänigsen
Friesen Hänigsen (offiziell: Turn- und Sportverein Friesen Hänigsen von 1908 e.V.) ist ein Sportverein aus dem zur Gemeinde Uetze gehörenden Ort Hänigsen in der Region Hannover. Die erste Fußballmannschaft spielte zwischen 1981 und 1993 in der höchsten niedersächsischen Amateurliga und nahm einmal am DFB-Pokal teil.

## Geschichte
Der Verein wurde im Jahre 1908 gegründet. Im Jahre 1960 schaffte man den Aufstieg in die damals drittklassige Amateurliga 7, wo man zunächst zwei Mal Vierter wurde und dann 1963 wieder abstieg. Ende der 1970er Jahre begann der sportliche Höhenflug. 1978 stieg man in die Verbandsliga Süd auf, qualifizierte sich ein Jahr später für die neu geschaffene Landesliga West und schaffte 1981 den Aufstieg in die Verbandsliga Niedersachsen. Finanziert wurde die Mannschaft durch einen zusätzlichen Monatsbeitrag von zehn Mark von jedem Mitglied der Fußballabteilung, das als Gegenleistung freien Eintritt erhielt.
Im Jahre 1984 gewann die Mannschaft den Niedersachsenpokal und qualifizierte sich für den DFB-Pokal. In der ersten Runde sorgte die Mannschaft mit einem 5:2-Sieg nach Verlängerung beim VfL Osnabrück für eine Überraschung. In Runde zwei traf man auf den FC Bayern München, der das Spiel vor 16.000 Zuschauern mit 8:0 gewann. Friesen-Torhüter Ralf Krüger durfte kurze Zeit später in der Sportschau die dritte Runde auslosen.
Drei Jahre später verpasste man nur knapp die Aufstiegsrunde zur Oberliga Nord. Aufgrund des schlechteren Torverhältnis verpasste man ebenso wie die SpVgg Preußen Hameln den zur Aufstiegsrunde berechtigenden dritten Platz, der an den VfR Osterode 08 ging. Anfang der 1990er Jahre geriet der Verein in finanzielle Schwierigkeiten, wodurch zahlreiche Leistungsträger den Verein wieder verließen.
1993 stieg die Mannschaft als Vorletzter ab und im Verein wurde laut über einen freiwilligen Rückzug in die Kreisklasse nachgedacht. Mit Hinblick auf Schulden in Höhe von 180.000 Mark trug der Hauptverein seiner Fußballabteilung auf, nur noch 5.000 Mark im Monat auszugeben. Nach zwölf Spieltagen der Saison 1994/95, aus der man nur einen Punkt holte, wurde die Mannschaft zurückgezogen. Derzeit (Stand: Saison 2024/25) tritt die erste Mannschaft in der 3. Kreisklasse Region Hannover, Staffel 4 (11. Spielstufe) an.